# Tío Vivo
Tío Vivo fue una conocida revista de historietas española que comenzó a publicarse en 1957 y desapareció en 1986, aunque con un intervalo a principios de los ochenta. Contó con tres épocas diferenciadas:

## Primera época (1957-1960)
La historia de "Tío Vivo" comenzó como la aventura empresarial de un grupo de dibujantes de la Editorial Bruguera (Escobar, Peñarroya, Conti, Cifré y Giner), quienes, sintiéndose explotados y deseando poder controlar los derechos sobre sus creaciones, se independizaron y fundaron en 1957 la cooperativa D.E.R. (Dibujantes y Editores Reunidos). Con el objetivo de crear una revista de historietas dirigida a un público adulto, inspirada en la revista argentina Rico Tipo, D.E.R. comenzó a publicar a finales de mayo la revista Tío Vivo, autodefinida como "semanario de humor para mayores", y que contó con impresión y distribución de Crisol.
Conti fungió de director artístico de la nueva editorial. Imposibilitados de continuar con los personajes que habían creado en los diez años anteriores para Bruguera, los dibujantes se ven obligados a crear otros nuevos. Así, surgen las series
| Años | Números | Título                          | Autoría   | Procedencia |
| ---- | ------- | ------------------------------- | --------- | ----------- |
| 1957 | 1-      | Blasa, portera de su casa       | Escobar   | Nueva       |
| 1957 | 1-      | El caco Bonifacio               | Enrich    |             |
| 1957 |         | Ríase...                        | VV. AA.   | Nueva       |
| 1957 |         | La familia Pi                   | Peñarroya |             |
| 1957 | 1-      | Golondrino Pérez                | Cifré     | Nueva       |
| 1957 |         | Lolita y Enrique se van a casar | Giner     |             |
| 1957 |         | El mago Assieres                | Escobar   |             |
| 1957 |         | El mago Megatón                 | Cifré     | Nueva       |
| 1957 |         | El profesor Tenebro             | Escobar   |             |
| 1957 |         | ¡Esas chicas!                   | VV. AA.   | Nueva       |
| 1957 |         | Rosalía                         | Cifré     |             |
| 1957 |         | Tarúguez y Cía                  | Conti     |             |

En 1958, Enrich sustituye a Conti como director artístico, y los cinco cooperativistas de D.E.R. dejan de publicar sus creaciones en favor de otros dibujantes, como el propio Enrich, Gin, Nadal o Raf. Su antigua editorial, Bruguera, empieza a lanzar además una serie de revistas para competir con ella: En 1958, "Can Can" y en 1959, "Ven y Ven" y "El Campeón. La revista del optimismo", además de renovar la ya existente "Selecciones de Humor de El DDT".
| Años | Números | Título                       | Autoría       | Procedencia |
| ---- | ------- | ---------------------------- | ------------- | ----------- |
| 1958 |         | Doña Manolita                | Arnalot       | Nueva       |
| 1958 |         | El sabio Eureka              | Joso          | Nueva       |
| 1958 |         | Lidia y su hermanito Jaimito | Joso          | Nueva       |
| 1959 |         | Boliche                      | Enrich        | Nueva       |
| 1959 |         | Don Faustino y su familia    | Alfonso Cerón | Nueva       |
| 1959 |         | El Doctor Perejil            | Enrich        | Nueva       |
| 1959 |         | Doña Paca Cotillez           | Raf           | Nueva       |
| 1959 |         | Humor sobre ruedas           | VV. AA.       | Nueva       |
| 1959 |         | Robustiana                   | Jordi Nabau   |             |
| 1959 |         | Tip y Top y su pandilla      | Nadal         | Nueva       |
| 1959 |         | El recluta Canuto            | Jordi Nabau   |             |
| 1958 |         | Doña Filomena Mochales       | Gin           | Nueva       |
| 1959 |         | Marilín, chica moderna       | Nadal         | Nueva       |
| 1959 |         | Despistio                    | Raf           | Nueva       |
| 1959 |         | Don Pícolo                   | Gin           | Nueva       |
| 1959 |         | Casimiro Futbolete           | Raf           | Nueva       |
| 1958 |         | Cuchipando Manduca           | Gin           | Nueva       |
| 1960 |         | Don Cuplé                    | Joso          | Nueva       |
| 1960 |         | Don Tele                     | Cifré         | Nueva       |
| 1960 |         | Ella y él                    | Enrich        | Nueva       |
| 1960 |         | Jacobino, gamberro fino      | Jordi Nabau   |             |

Llegado el número 146 de la publicación, en 1960, es adquirida por Bruguera, quien continúa publicándola hasta el número 181 y añade a Jorge, Segura y Vázquez.
| Años | Números | Título                                         | Autoría | Procedencia |
| ---- | ------- | ---------------------------------------------- | ------- | ----------- |
| 1960 |         | Los señores de Alcorcón y el holgazán de Pepón | Segura  | "Ven y Ven" |

## Segunda época (1961-1981)
En 1961, Bruguera reinició la numeración, iniciando así una nueva etapa que se prolongará hasta 1981, con un total de 1042 números. Continúan la mayoría de autores y personajes de la época anterior, a los que se van añadiendo nuevos autores, como Francisco Ibáñez, quien contribuirá a la revista con algunas de sus más importantes creaciones, como 13, Rúe del Percebe o Rompetechos. También vuelven a publicarse en esta segunda etapa algunas series de Escobar, Peñarroya, Conti y Cifré para la primera época de Tíovivo. Son, en síntesís, sus series:
| Aparición  | Números                   | Título                                        | Autoría                            | Procedencia                     |
| ---------- | ------------------------- | --------------------------------------------- | ---------------------------------- | ------------------------------- |
| 06/03/1961 | 1-                        | 13, Rúe del Percebe                           | Ibáñez                             |                                 |
| 06/03/1961 |                           | Don Furcio Buscabollos                        | Cifré                              | Pulgarcito                      |
| 1961       | 20-                       | Agamenón                                      | Nené Estivill                      | Nueva                           |
|            |                           | El caco Bonifacio                             | Enrich                             |                                 |
|            |                           | Don Pío                                       | Peñarroya                          |                                 |
| 1961       |                           | Aquí tienen a Julito, un terrible gamberrito  | Escobar                            | "El Campeón de las Historietas" |
| 1962       |                           | Bautista, Enriquito y Don Benito              | Blas Sanchís                       | Nueva                           |
| 1962       |                           | Pepe, el hincha                               | Peñarroya                          | Nueva                           |
|            |                           | Mortadelo y Filemón                           | Ibáñez                             |                                 |
| 1964       |                           | Don Óptimo                                    | Escobar                            | Nueva                           |
| 1964       |                           | Rompetechos                                   | Ibáñez                             | Nueva, pasó a "Din Dan"         |
| 1964       | 161, 167-169              | Doña Pura y Doña Pera, vecinas de la escalera | Ibáñez                             | Nueva                           |
| 1964       | 161                       | El doctor Esparadrapo y su ayudante Gazapo    | Ibáñez                             | Nueva, pasó a "Pulgarcito"      |
| 1964       | 170                       | Angelito                                      | Vázquez                            | Nueva                           |
| 1964-1968  | 185-200, 202-216, 218-363 | Don Pedrito, que está como nunca              | Ibáñez, luego Blas Sanchís y otros | Nueva                           |
| 1965       |                           | Hug, el troglodita                            | Gosset                             | Nueva                           |
| 02/04/1966 | 269-                      | Pepe Gotera y Otilio, chapuzas a domicilio    | Ibáñez                             | Nueva                           |
| 1966       |                           | Facundo da la vuelta al mundo                 | Gosset                             | Nueva                           |
| 1966       |                           | Fortunato, el Cenizo                          | Alfonso Cerón                      |                                 |
| 1969       |                           | Ali-Oli, vendedor oriental                    | Vázquez                            | Nueva                           |
| 1971       |                           | Pórrez y Cía.                                 | Pedro Alférez                      | Nueva                           |
| 1971       |                           | El Volcán de Oro                              | Antonio Borrell                    | Nueva                           |
| 1974       |                           | Doroteo                                       | Jan                                | Nueva                           |
| 28/10/1974 | 712-724                   | Felipe Gafe                                   | Conti/Jan                          | Nueva, pasó a Sacarino          |
| 1974       |                           | Superlópez                                    | Conti, Francisco Pérez Navarro/Jan | Euredit                         |
| 1975       |                           | Fantasía, S. A.                               | Andreu Martín/Edmond               | Nueva                           |
| 1978       |                           | El Sargento Furia                             | Cassarel/Juan Escandell            | Reedición                       |

## Tercera época (1985-1986)
Todavía hubo una tercera época, también en Bruguera, que sólo duró 25 números. Fue su directora Isabel Osorio Fernández, quien la enfocó a un público infantil. Aparte de recortables y otros pasatiempos, incluía las siguientes series:
| Aparición | Números | Título                                 | Autoría       | Procedencia |
| --------- | ------- | -------------------------------------- | ------------- | ----------- |
|           |         | Angelito                               | Vázquez       |             |
|           |         | Juguemos a los detectives con Sabuesín | Jan           |             |
|           |         | Piluca                                 | Román Cubillo |             |
|           |         | Don Marino y su submarino              | Nicolás       |             |
|           |         | Topito y Patosito                      | Escobar       |             |

## Valoración
Para el crítico Enrique Martínez Peñaranda, las series creadas para el primer "Tío Vivo" por sus promotores originales, exceptuando la de Giner, eran inferiores a sus creaciones anteriores para Bruguera.

## Legado
Paco Roca narró en El invierno del dibujante (2010) la aventura editorial de esta revista.